# Eben-Haëzerkerk (Breda)
De Eben-Haëzerkerk of kortweg Eben Haëzer, is een gereformeerd kerkgebouw in de Noord-Brabantse stad Breda, gelegen aan de Vriesdongen 1.

## Geschiedenis
De Gereformeerde Gemeente in Breda ontstond omstreeks 1951 vanuit voormalige leden van de Christelijke Gereformeerde Kerk. Aanvankelijk kerkte men in het Protestants-Christelijk militair tehuis. In 1953 werd de gemeente een onderdeel van de gemeente van Sprang-Capelle. Vooral militairen en verpleegsters waren lid van de gemeente. In 1959 werd Breda een zelfstandige gemeente.
In 1961 werd een pand aan Spoorstraat 48 gekocht, dit werd ingericht als kerkzaal en in 1962 in gebruik genomen. Men beschikte over 70 zitplaatsen.
In 1970 werd een nieuw kerkgebouw in gebruik genomen, nu aan de Vriesdongen. Architect was C.A. Smink. Het is een klein kerkje met 166 zitplaatsen in de stijl van het naoorlogs modernisme, met een vlak afhellend dak en gebruik van houtspanten en baksteen.
Het aantal gemeenteleden nam echter geleidelijk af. In 2015 waren er nog 55 gemeenteleden en werd de gemeente feitelijk opgeheven. In het kerkgebouw kwam, onder de naam De Lichtboei, een evangelisatieproject dat valt onder de classis Dordrecht, en een inloopruimte. Ook worden er nog kerkdiensten gehouden.